# Joseph Maria Christen
 (décembre 2022).
Si vous disposez d'ouvrages ou d'articles de référence ou si vous connaissez des sites web de qualité traitant du thème abordé ici, merci de compléter l'article en donnant les références utiles à sa vérifiabilité et en les liant à la section « Notes et références ».
Joseph Maria Christen est un sculpteur suisse, né à Buochs, canton de Nidwald le 22 février 1767, et mort au Château de Thorberg, Krauchthal, le 30 mars 1838.

## Biographie
Il est le fils de Johann Jakob Walter Laurenz Christen, berger, peintre d'images pieuses, sculpteur sur bois, et de Maria Barbara Zimmermann.
Fils d'une famille pauvre, il est resté sans éducation scolaire. En 1785, il devient élève de l'école de dessin de Lucerne dirigée par le portraitiste Johann Melchior Wyrsch. Il va aussi la sculpture sur bois avec Friedrich Schäfer (ou Schäferle). Il réalise ses premiers bustes. En 1788, il se rend à Rome où il travaille dans l'atelier d'Alexander Trippel. Il y fait la connaissance de nombreux artistes, dont le peintre Heinrich Meyer qui lui enseigne les fondements du classicisme.
En 1790 il est à Zurich où il a trouvé de nombreux protecteurs dont la veuve de Salomon Gessner. Il réalise les bustes de Johann Jakob Bodmer (1698-1783)  et de Salomon Gessner. Il a pour élèves Martin von Muralt et surtout Heinrich Keller (1771-1832). En 1792, Christen a tenté de créer une académie d'artistes à Stans, mais il rencontre l'hostilité des cercles catholiques conservateurs à cause de ses amis protestants. Johann Rudolf Burckhardt lui commande le groupe Angélique et Médor (1791) et collectionne ses œuvres. Il s'installe à Lucerne en 1794 mais il va ensuite aller à Bâle, Aarau et Berne. En 1796, il rejoint la Société helvétique. Il se marie en 1798 avec la protestante Rosina Scheuermann, d'Aarburg dont il a eu six enfants, sans demander de dispense ecclésiastique et uniquement avec l'accord du Sénat helvétique. Cela a entraîné une rupture avec son canton d'origine, le canton de Nidwald, qui a refusé de reconnaître ses enfants.
Il se fixe à Bâle, entre 1800 et 1817. Il réalise le monument d'Esther Forcart-Weiss à Bâle et les bustes de nombreuses personnalités, Frédéric-César de La Harpe, Heinrich Zschokke, Johannes Herzog. Il réalise des sculptures sur des sujets mythologiques comme Vénus anadyomène (1809)
et Danaé. En 1813, pendant l'occupation de Bâle, il réalise des portraits de chefs militaires et politiques
En 1805, Napoléon Ier se fait couronner roi d'Italie à Milan le 17 mars 1805. Il se rend à Milan et réalise un buste de Napoléon en Hermès. Il en a fait plusieurs copies pour des villes françaises et Copenhague.
En 1808, le futur roi Louis Ier de Bavière a interrogé Johannes von Müller pour trouver un sculpteur capable de réaliser des bustes de personnalités suisses qui ont été ensuite placées dans le Walhalla. Louis de Bavière lui a commandé les bustes de Johann Heinrich Pestalozzi, Théophile Conrad Pfeffel et Alois von Reding. Il tombe en disgrâce quelques années plus tard et renonce à s'installer à Munich.
En 1815, Christen se rend au Congrès de Vienne, où il réalise des bustes et des médaillons de plusieurs des personnalités. En 1819, il séjourne essentiellement en Allemagne. Il est le collaborateur de Ludwig Schwanthaler, en 1824, et modeleur à la fonderie de Blaskow, entre 1826 et 1831. En 1819, il a obtenu la citoyenneté d'Aarau grâce à la médiation de Heinrich Zschokke.
À son retour en Suisse, il montre de l'instabilité mentale. Il est interné à l'asile d'aliénés de Königsfelden, puis au château de Thorberg, à l'époque un asile d'aliénés, où il est mort.
Son fils, Raphael Christen, est également sculpteur.